# Corey Haim
Corey Ian Haim (ur. 23 grudnia 1971  w Toronto, zm. 10 marca 2010 w Burbank) − kanadyjski aktor filmowy i telewizyjny, który zdobył popularność w latach 80.

## Życiorys
Debiutował w branży filmowej w 1982, pojawiając się na planie kanadyjskiego serialu The Edison Twins, w którym przez cztery kolejne lata wcielał się w postać Larry’ego. Jako nastolatek był jednym z najlepiej opłacalnych małoletnich gwiazdorów w Hollywood. Wśród znanych filmów z udziałem Haima z tego okresu znajdują się Straceni chłopcy (The Lost Boys, 1987), Romans Murphy’ego (Murphy's Romance, 1985), Lucas (1986) i Prawo jazdy (License to Drive, 1988). Zdobył dwie Nagrody Młodych Artystów oraz trzy nominacje do nagrody Saturna.
W wieku piętnastu lat zaczął zażywać narkotyki. Uzależnił się, co po kilku latach zrujnowało jego karierę. Na początku lat 90. pojawiał się w filmach wydawanych na rynku video, a później grywał tylko w drugo- i trzeciorzędnych projektach klasy "B".
Zmarł 10 marca 2010 z powodu komplikacji po zapaleniu płuc, miał 38 lat.
W 2013 w swojej autobiograficznej książce Coreyography: A Memoir (wyd. St. Martin's Press), Corey Feldman przywołuje dramatyczne wydarzenia ze swej filmowej kariery, gdy wraz ze swoim nieżyjącym kolegą Coreyem Haimem byli molestowani seksualnie przez wpływowych ludzi w Hollywood.